# Luis María Astrain
Luis María Astrain Egozkue (Pamplona, 29 de octubre de 1943) es un exfutbolista español que se desempeñaba como centrocampista. Es el hermano del también futbolista Daniel Astrain Egozkue.

## Clubes
| Club            | País   | Año         |
| --------------- | ------ | ----------- |
| CA Osasuna      | España | 1962 - 1968 |
| Real Valladolid | España | 1968 - 1976 |